# Långsvanstanrekar
Långsvanstanrekar (Microgale) är ett släkte i familjen tanrekar med cirka 20 arter som lever på Madagaskar.

## Utseende
Arterna påminner om näbbmöss (som inte förekommer på Madagaskar) och upptar troligen samma ekologiska nisch. De har en långsträckt nos, stora öron och hos de flesta arterna finns en lång svans. Vissa arter använder svansen som gripverktyg och andra för att lagra fett. Pälsens färg på ovansidan varierar mellan rödaktig, brun, grå eller svart. Buken är vanligen ljusgrå. Kroppslängden ligger mellan 4 och 13 cm och därtill kommer en lika lång svans (undantag Microgale brevicaudata). Vissa arter som Microgale parvula blir bara 5 gram tung och räknas så till de minsta däggdjuren överhuvudtaget. Andra arter når en vikt av 80 gram. Alla fötter har fem tår.

## Ekologi och habitat
Långsvanstanrekar hittas i olika habitat men de är beroende av en tätare vegetation. Levnadssättet varierar, några arter lever i underjordiska bon och andra klättrar på träd. De kan vara aktiva på dagen eller på natten och äter främst insekter.
Fortplantningssättet är inte helt utrett. Hos vissa arter varar dräktigheten i 58 till 65 dagar och per kull föds en till tre ungar. Honan ger cirka en månad di. De äldsta individerna i fångenskap levde något över fem år.

## Arter
Wilson & Reeder (2005) skiljer mellan 18 arter.
- Microgale brevicaudata, skiljer sig från de andra arterna genom en kort svans, lever delvis underjordisk.
- Microgale cowani
- Microgale dobsoni, kan med fettreserver väga 80 gram och är så den tyngsta arten i släktet.
- Microgale drouhardi
- Microgale dryas, lever i ett mindre område i nordöstra Madagaskar.
- Microgale fotsifotsy, beskrevs först 1997 som art.
- Microgale gracilis
- Microgale gymnorhyncha
- Microgale longicaudata, har den längsta svansen inom släktet och vistas nästan uteslutande i träd.
- Microgale monticola
- Microgale nasoloi, hittas likaså bara I ett begränsat område.
- Microgale parvula, når bara en vikt av 5 gram.
- Microgale principula
- Microgale pusilla
- Microgale soricoides
- Microgale taiva
- Microgale talazaci
- Microgale thomasi

2004 respektive 2008 blev ytterligare två arter beskrivna, Microgale jenkinsae och Microgale grandidieri.